# 中興 (桃園市)
中興，是台灣桃園市蘆竹區的一個傳統地域名稱，位於該區西南半葉的西部偏南。相較於今日行政區，其範圍大致包括中福里北半部、中興里、上興里西部。

## 歷史
台灣清治末期至日治前期，中興地區為一街庄，稱為「中興庄」，隸屬於桃澗堡。該庄北與新庄仔庄、大竹圍庄為鄰，東與新興庄為鄰，南邊為福興庄，西邊為內壢庄、五塊厝庄。
1901年（日治明治三十四年）11月，全台廢縣廳改設二十廳，該庄隸屬於桃仔園廳。1903年（明治三十六年），改名桃園廳。1909年（明治四十二年）10月，合併二十廳為十二廳，該庄隸屬不變。1920年（大正九年），該庄改制為「中興」大字，隸屬於新竹州桃園郡蘆竹庄。
戰後蘆竹庄改制為蘆竹鄉，隸屬於新竹縣，大字亦改制為村。1950年桃、竹、苗分治，蘆竹鄉改隸屬於桃園縣。2014年12月桃園縣升格為直轄桃園市，蘆竹鄉改制為蘆竹區，村亦改制為里。

## 聚落
本地區發展較早的聚落有大田藔、新中福、雙陂等，在日治期初期的官方地圖上已有記載。此外，本地區尚有下中福、中興、頂中福等聚落。

## 交通
國道1號又稱「中山高速公路」，是台灣西部兩條縱向高速公路之一，大致以東北－西南走向經過中興地區東南部。境內未設交流道，東北側最近是國道2號機場系統交流道，而最近的一般交流道的是省道台4線交會處的桃園交流道（南崁），西南側最近的是市道110甲線交會處的內壢交流道，由此等進入可快速前往台灣西部各地。
市道110號（大竹路）是大園至新店的道路，大致以西北—東南走向經過本地區東北角界點旁。由該道路向西北可前往大竹圍（大竹）、新庄子、埔心、大園市區並止於省道台15線路口，向東南可前往桃園、鶯歌、三峽等地。
區道桃49線（龍安街二段）是新庄子至茄苳溪的道路，大致以北北西—南南東走向轉縱向蜿蜒經過本地區。由該道路向北北西可前往新庄子聚落並止於區道桃42線路口，向南轉東可前往福興、崁子腳東部並止於省道台1線路口。
區道桃50線（新興街）是中興至八角店的道路，其西側端點位於本地區南部高速公路橋下的區道桃49線路口。由此向東出境後經新興國小轉東北可前往八角店的市道110號路口。
區道桃47線（合圳北路三段）是五塊厝至中壢埔頂的道路，大致以北北西—南南東走向轉縱向經過本地區西北部邊界地帶。由該道路向北北西可前往崎腳聚落南側並止於區道桃42線路口，向南可前往缺坑、深圳仔、中壢工業區，於內壢派出所旁轉東北東與省道台1線共線一小段路，過內壢車站後轉南南東沿興仁路而行並止於篤行社區旁區道桃48線路口。